# Cordyla confera
Cordyla confera är en tvåvingeart som beskrevs av Garrett 1925. Cordyla confera ingår i släktet Cordyla och familjen svampmyggor.
Artens utbredningsområde är British Columbia. Inga underarter finns listade i Catalogue of Life.